# بيب غوارديولا
جوسيب "بيب" غوارديولا سالا (بالإسبانية: Josep "Pep" Guardiola Sala) (مواليد 18 يناير 1971) هو لاعب كرة قدم إسباني سابق، ومدرب كرة قدم حالي في مانشستر سيتي الذي يشارك في الدوري الإنجليزي الممتاز. كان غوارديولا لاعب كرة قدم في مركز الوسط الدفاعي، وقضى فترته الأحترافية في نادي برشلونة، حيث كان جزء  من فريق أحلام يوهان كرويف الذي استطاع تحقيق أوّل كأس أوروبية سنة 1992. لعب أيضًا لعدة أندية منها ناديي بريشيا وروما في إيطاليا، والأهلي في قطر، ونادي دورادوس دي سينالو في المكسيك. يذكر أن اللجنة الإيطالية للمنشطات قد منعته لأربعة أشهر في إجراء إختبارات المخدرات حيث كانت النتيجة إيجابية.
بعد تقاعده كلاعب، أصبح غوارديولا مدرب نادي برشلونة ب لفريق الإحتياط وفي منتصف العام 2008 نجح ليحل محل فرانك ريكارد كأوّل مدير للفريق، وفي أوّل موسم له كمدير فاز برشلونة بثلاث بطولات هم الدوري الإسباني، وكأس ملك إسبانيا، ودوري أبطال أوروبا. أصبح بيب غوارديولا أصغر مدرب يفوز بدوري أبطال أوروبا في الموسم التالي فاز غوارديولا مع برشلونة بكأس السوبر الإسباني وكأس السوبر الأوروبي وكأس العالم للأندية ليصل رصيد بيب إلى ستة ألقاب في ست مسابقات في سنة واحدة فقط وبالتالي إنجاز ستة ألقاب سداسية في موسمين.
كمدرب، فاز غوارديولا بـ14 لقبًا في السنوات الأربع الأولى من حياته المهنية، وبهذا يعتبر بيب غوارديولا من المدربين الأكثر نجاحًا في العالم. وهو من القلائل الذين نجحوا كمدربين ولاعبين. في 8 سبتمبر من العام 2011، تم منح بيب غوارديولا ميدالية ذهبية في البرلمان الكتلوني، وهي أعلى جائزة مقدمة من قبل البرلمان. وفي 9 يناير من العام 2011 تلقى غوارديولا جائزة أفضل مدرب في العالم التي يمنحها الإتحاد الدولي لكرة القدم (الفيفا).
وفي 30 يونيو من عام 2012 استقال غوارديولا من منصب كمدير فني لنادي برشلونة بعد أن حقّق 14 لقبًا في أربع سنوات قضاها في النادي الكتلوني. ثم أعلن نادي بايرن ميونخ عن التوقيع معه رسميًا في 16 يناير 2013، ليشرف على النادي من موسم 2013-14، بعد مغادرة يوب هاينكس في يونيو من عام 2013. قضى بيب مع بايرن ميونخ 3 مواسم حقق خلالها 3 لقب الدوري الألماني 3 مرات، ولقب كأس ألمانيا مرتين، ولقب كأس السوبر الأوروبي 2013 وكأس العالم للأندية لكرة القدم 2013، بحيث أصبح مجموع ما حققه مع بايرن ميونخ 7 ألقاب. وفي 1 فبراير 2016 أعلن نادي مانشستر سيتي عن التوقيع خلفًا للمدرب التشيلي مانويل بلغريني، واستلم مهمته رسميًا في يونيو 2016.
وفي موسم 2017/2018 استطاع تحقيق لقب الدوري الإنجليزي (البريمرليغ) وكأس الرابطة الإنجليزية مع مانشستر سيتي. وفي موسم 2018–19، استطاع بيب الفوز مع مانشستر سيتي بجميع الألقاب المحلية الثلاثة (الدوري الممتاز وكأس الرابطة المحترفة وكأس الاتحاد الإنجليزي). ليصبح بذلك أول فريق إنجليزي يحقق الثلاثية التاريخية خلال موسم واحد في تاريخ الكرة الإنجليزية.

## مسيرته الكروية

### نادي برشلونة
انضم غوارديولا إلى أكادمية الشباب في نادي برشلونة (المشهورة باسم لا ماسيا) في سن 13 عامًا وصعد عبر مستويات نظام برشلونة للناشئين لمدة ست سنوات قبل أن يخوض أول مباراة له ضد نادي قادش في عام 1990.
بدأ يوهان كرويف في الاعتماد على غوارديولا كلاعب وسط ميدان دفاعي محوري في فترة كان فيها لاعبه الأساسي في المركز غويليرمو أمور موقوفا، في موسم 1991-1992 أصبح لاعبًا أساسيًا في الفريق الأول، وعندما بلغ سن العشرين كان عضوًا أساسيُا في الفريق الذي فاز بالدوري الإسباني وكأس أوروبا. اختارته مجلة غيران سبورتيفو الإيطالية كأفضل لاعب تحت سن ال21 في العالم لسنة 1992. حافظ فريق برشلونة (الذي كان يلقب بفريق الأحلام نظرا للعدد الكبير من نجوم كرة القدم العالمية الذين كانوا يلعبون في صفوفه كخريستو ستويتشكوف ومايكل لاودروب) على الليغا في موسم 1992-1993 و1993-1994 وتم تعزيز الفريق صيف 1993 بالتوقيع مع روماريو. وصل الفريق إلى نهائي دوري أبطال أوروبا لسنة 1994 لكنه خسر أمام ميلان الإيطالي الذي كان يدربه فابيو كابيلو في أثينا بنتيجة 4-0. غادر كرويف سنة 1996 بعد أن احتل مع برشلونة المركز الرابع في موسم 1994-1995 والثالث في موسم 1995-1996 وظل يعتمد على غوارديولا كلاعب أساسي خلال هذين الموسمين.
عاد غوارديولا للعمل في موسم برشلونة ففاز مرّة أخرى في الدوري بفضل أداء ريفالدو ولويس فيغو. يوم 8 يونيو من عام 1998 خضع غوارديولا لعملية جراحية التي كان يعاني منها مع ربلة ساقه مما أدى إلى غيابه عن كأس العالم لكرة القدم عام 1998 لأسبانيا. تعرض غوارديولا لأصابة خطيرة في الكاحل وبرشلونة لم يفز بالفضيات لكنه أنهى الدوري بالمركز الرابع متأهلًا لدوري أبطال أوروبا.
في 11 نيسان من العام 2001, أعلن قائد برشلونة عن نيته ترك النادي بعد 17 عامًا من الخدمة وذكر أنه قرار شخصي وردًا على مايُنظر إليه على أنَ كرة القدم تسير من جديد نحو مزيد من الخشونة. في 24 حزيران من العام 2001 لعب جوارديولا مباراته الأخيرة مع برشلونة ضد سيلتا فيغو. غوارديولا لعب 479 مباراة في 12 موسم قضاهم مع الفريق الأوّل، وفاز ب16 بطولة، في المؤتمر الصحفي بعد مباراة سلتا قال
"لقد كانت رحلة طويلة، وأنا سعيد وفخور بطريقة الناس التي عاملوني بها ولقد كونت العديد من المحبين والأصدقاء وأنا لا يمكنني أن أطلب أكثر من ذلك " ولقد أتيحت لي سنوات عديدة في النخبة. لم آتي لكي أصنع التاريخ لكن لكي أصنع تاريخي "تم يطلق عليه بطل الأرقام في وسط برشلونة مثل تشافي هرنانديز، أندرياس أنيستا وسيسك فابريغاس وقد تم ذكر كلّ ذلك بأن غوارديولا كان قدوة وبطل.

### بريشيا وروما
بعد مغادرته برشلونة في العام 2001 في عمر 30, أنضم غوارديولا إلى السيريا ا الإيطالية إلى جانب بريشيا وبعدها روما، وقته في أيطاليا، ومع ذلك لم يوفق وشمله حظر أربعة أشهر بعد ثبوت تعاطيه مادة ناندرولون، بعد ست سنوات، في 23 أكتوبر من العام 2007, كان قد أخلى من كل التهم في الأستئناف التي أدت إلى حظره. على الرغم من ذلك أعيدت فتح القضية ضد اللاعب لأن الحجج التبرأى التي نظر بها لم تكن مقبولة ولكنه تم تبرأته في 29 سبتمبر من العام 2009 .لعب للعديد في كأس أيطاليا ودوري الأبطال، وأنهى ب71 لعبة في أيطاليا.

### الأهلي القطري
بعد مسيرته في بريشيا وروما، في العام 2003, غوارديولا أختار اللعب في قطر مع الأهلي في الدوحة في دوري نجوم قطر حيث هناك العديد من اللاعبين النجوم يلعبون هناك، مثل غابرييل باتيستوتا، غوارديولا كان قد رفض عرض آخر من مانشستر يونايتد حيث أراد اللعب في مكان آخر. أصبح شخصية منتظمة في دوري نجوم قطر، وكثيرًا مايستشهد باعتباره واحدًا من أفضل اللاعبين في الدوري. في ال2005-2006 رفض عددًا من العروض من الأندية الأوروبية، مثل مانشستر يونايتد ومانشستر سيتي وتشيلسي لأنه يرى أنّ مشواره كلاعب وصل إلى نهايته.

### دورادوس دي سينالوا
في العام 2006, عندما كان خوان مانويل ليلو مديرًا فنيًا لنادي دورادوس دي سينالوا، قام بتجنييد غوارديولا للعب للفريق عندما كان غوارديولا يدير مدرسة في بويبلا. وقد لعب في وقت لاحق لمدة ستة أشهر.

## مسيرته الدولية
أدى غوارديولا مباراته الأولى أمام المنتخب لأوّل يوم 14 أكتوبر من العام 1992 بالتعادل بنتيجة 0-0 مع أيرلندا الشمالية في وندسور بارك في تصفيات كأس العالم. في نفس العام غوارديولا تولى قيادة منتخب أسبانيا عندما فاز برشلونة في دورة الألعاب الأولمبية .وكان في هذا العام عندما فاز بجائزة برافو، وصوّت له كأفضل لاعب في العالم تحت سن 21 مابين عامي 1992 و2001, وكان غوارديولا لاعب خط وسط مايسترو منتظم، لعب 47 مرّة لمنتخب أسبانيا وسجّل خمسة أهداف، كلاعب خط وسط. كان عضوًا في منتخب أسبانيا كأس العالم عام 1994, حيث وصل إلى الدور الربع النهائي، خسر من إيطاليا 2-1. اختلف مع خافيير كليمنت، مدير المنتخب الأسباني، نظرًا للفارق والخلاف بين الأثنين، غاب عن يورو 1996, قال أنه تعرّض لأصابة تهدد حياته في العام 1998 الذي أدى إلى غيابه عن كأس العالم عام 1998, لكنه في وقت لاحق لعب ليورو 2000 عندما قاد أسبانيا لربع نهائي، لكن الخسارة كانت امام فرنسا بنتيجة 2-1.
قاد وسط اسبانيا في ظهوره الأخير لاسبانيا، حيث فاز 1-0 في المباراة الودية بين اسبانيا والمكسيك في نوفمبر من العام 2001, وسجل هدفه الدولي ضد السويد في التعادل 1-1 بين المنتخبين.

## مشواره التدريبي

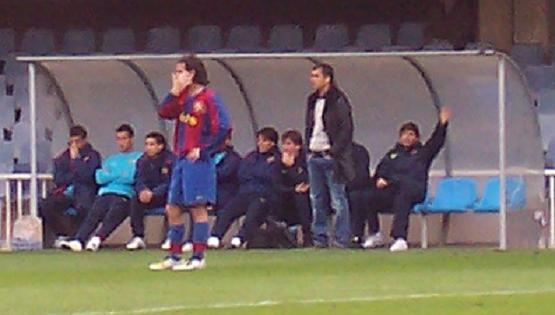
غوارديولا في اول موسم له مع برشلونة الفريق الاول عام 2008

### برشلونة
تم تعيين بيب غوارديولا لفريق «ب» برشلونة كمدرب مع تيتو فيلانوفا في 21 يونيو 2007 كمساعدًا له. تحت قيادته فاز الفريق في دوري الدرجة الثالثة، أعلن رئيس النادي خوان لابورتا رئيس نادي برشلونة قبل نهاية موسم 2007–08 أنه سيتم تعيين غوارديولا كمدرب لبرشلونة للفريق الأول ليحل محل الهولندي فرانك ريكارد في نهاية الموسم الحالي.

#### 2008–09
عند تعيينه، كشف غوارديولا أنّ رونالدينيو، ديكو، صامويل إيتو وآخرون هم خارج خططه في الموسم المقبل. قبل وقت الإعلان، كان غوارديولا بالفعل قد تفرّغ إلى ظهير، جيانلوكا زامبروتا إلى ميلان، لاعب خط الوسط المهاجم جيوفاني دوس سانتوس إلى توتنهام هوتسبير، وأدميلسون لاعب خط الوسط إلى فياريال، ديكو ذهب إلى تشيلسي في حين رونالدينيو انضم إلى ميلان، ليليان تورام تحدث في بداية الأمر للانضمام إلى باريس سان جيرمان في صفقة انتقال حر ولكن تم اكتشاف مشاكل للقلب وتم وضع حد لهذه الخطوة وتقاعد المخضرم ليعتني بصحته أكثر. أوليجير بريسياس وقّع مع أياكس، وأطلق سراح سانتياغو إثكيروا من قبل برشلونة ومارك كروساس تم بيعه إلى سلتيك. استغرق مصير الكاميروني صامويل أيتو إلى آخر الصيف لرحيله، والكاميروني مرتبط مع عدة أندية، ولكن أعرب غوارديولا عن بقائه بعد تفانيه في التدريب في مرحلة ما قبل الموسم.
بالتعاون مع مسؤول الرياضة في برشلونة، تكسيكي بجيريستين، غوارديولا أجرى عديد من التعاقدات، وصل داني ألفيس وسيدو كيتا من أشبيلية، عاد جيرارد بيكيه من مانشستر، مارتن كاسيريس من فياريال وام التوقيع مع الكسند هليب من ارسنال. تم التوقيع مع هنريكي أيضا من بالميراس، ولكن أعير على الفور إلى بايرن ميونيخ.في مقابلة مع الصحافة، شدد غوارديولا على أن أخلاقيات العمل باتت أصعب من ذي قبل، لكنه أتبع نهج أكثر شخصية خلال التدريبات وأقام علاقة أوثق مع لاعبيه.جنبًا إلى جنب مع التعاقدات الجديدة، غوارديولا رقى سيرجيو كانتيرانوس، سيرجيو بوسكيتس، بيدرو رودريجيز وجيفرين سواريز إلى تشكيلة المنتخب الأول.
كان أوّل مباراة يخوضها غوارديولا كمدرب لبرشلونة في الدور التمهيدي الثالث من دوري أبطال أوروبا، ففي مباراة الذهاب فاز برشلونة بسهولة بنتيجة 4–0 على أرضه ضد نادي فيسلا كراكوف البولندي في مباراة الذهاب.ثم خسر 1–0 في مباراة الأياب، ولكنه تقدم بفوزه بمجموع 4–1.كما هزم برشلونة فريق سي دي نومانسيا في المباراة الأفتتاحية من الدوري الأسباني، لكن الفريق لم يهزم في أكثر من 20 مباراة متتالية لينتقل إلى صدارة الدوري.حافظ برشلونة على مكانة على قمة جدول الدوري الأسباني، أمّن لقب الدوري الأسباني منذ عام 2006 عندما خسر ريال مدريد الأسباني أمام فياريال يوم 16 مايو 2009. وع ذلك كانت أهم مباراة في 2 مايو عندما هزم ريال مدريد 6–2 في سانتياغو برنابيو. وكان لقب الدوري هو القطعة الثانية من الفضيات في أوّل موسم لغوارديولا على ملعب الكامب نو.وفي وقت سابق من يوم 13 مايو 2009, فاز برشلونة بكأس ديل ري، حيث هزم أتلتيك بلباو 4–1 من قبل.
أنهى غوارديولا هذا الموسم من خلال قيادة برشلونة إلى نهائي دوري أبطال أوروبا، حيث فاز على مانشستر يونايتد 2–0, ويعتبر هذا الموسم من أفضل مواسم النادي بتاريخه حيث فاز بثلاثية، وعلاوة على ذلك أصبح غوارديولا أصغر مدرب يفوز بدوري أبطال أوروبا.

#### 2009–10
خلال الموسم الثاني لغوارديولا له كمدير، تبادل برشلونة مع الأنتر في صفقة زلاتان أبراهيموفيتتش بصفقة قدرت ب46 مليون يورو.في نفس الفترة الأنتقالية الشتوية الصيفية العديد من اللاعبين غادر النادي.ايدور جوديونسن تم بيعه إلى أي سي موناكو، أنتهى عقد كل من سيلفينيو والبرت خوركيرا وأعيروا لاعبين آخر، بما في ذلك الكسند هليب إلى شتوتغارت، كاسيرس، مارتن إلى يوفنتوس، البيرتو بوتيا إلى سبورتينج خيخون، فيكتور سانشيز إلى خيريز سي دي.بدأ برشلونة الموسم بفوزه على أتلتيك بلباو في كأس السوبر دي أسبانيا وشاختار دونيستيك في كأس سوبر الأتحاد الأوروبي. في 25 سبتمبر 2009, أعطى برشلونة فوز غوارديولا المهني ال50, مع مالقا، ويوم 19 ديسمبر، توجوا ببطولة كأس العالم للأندية التي تمنحها الفيفا وذلك لأوّل مرّة في تاريخ النادي.
أنهى غوارديولا سنة ال2009 مع سجل بستة ألقاب، الدوري الأسباني، وكوبا ديل ري، ودوري أبطال أوروبا، وكأس السوبر الأسبانية، وكأس السوبر الأوروبية، وكأس العالم للأندية، ليصبح أوّل مدرب في التاريخ ليقوم بهذا الأنجاز.في يناير من العام 2010 أصبح غوارديولا من أكثر المدربين خدمة في النادي، متجاوزًا الرقم الذي عقده برشلونة من قبل مع جوسيب ساميتيير.وفي ال20 من الشهر نفسه، وافق بيب على تمديد عقده لسنة واحدة لأبقائه مع برشلونة حتى نهاية موسم 2010–11
في فبراير من العام 2010, غوارديولا أصبح مدربا في مباراته ال100 للفريق الأوّل لبرشلونة.مسجلًا 71 فوزًا و19 تعادلًا و10 خسارة مع 242 هدفًا مقابل 76 ضد. في 10 نيسان من العم 2010 أصبح أوّل مدير في تاريخ برشلونة يفوز على ريال مدريد أربع مرّات على التوالي في الكلاسيكو.بلغ برشلونة الدور النصف نهائي من دوري أبطال أوروبا 2009–10, لكنه خسر 3–2 في مجموع المبارتين ضد أنتر ميلان من الجانب الأيطالي من قبل المدرب البرتغالي جوزيه مورينيو وعلى الرغم من هذا، تمكنوا من هذا من الفوز ب20 لقب من الدوري الأسباني مع 99 نقطة بالفوز على بلد الوليد 4–0. في ذلك اليوم، أعتبر المجموع من أعلى النقاط في أي وقت مضى أكتسبه برشلونة في البطولات الأوروبية الكبرى، وكان لقب الدوري الأسباني الكأس السابعة لجوارديولا كمدير فني للنادي.
في 8 يونيو 2010, غَرّم الاتحاد الملكي الأسباني لكرة القدم جوارديولا ب15000 يورو بعد فتح تحقيق رسمي من قبل لجنة المسابقات بخصوص تصرفاته وتعليقاته أثناء مباراة ضد ألميريا في 6 مارس 2010 أقترب غوارديولا من الحكم الرابع، وفقًا لتقرير رسمي، نوايا خبيثة، يوجهون اللوم على المسؤول بالتحدث على الميكرفون بعبارات مثل، «أنت تدعو كل شيء خاطئ.» وعقب المباراة، أتهم غوارديولا كارلوس كلوس غوميز ومساعده خوسيه لويس غاليغو غالدينو «بالكذب» في تقرير خوض المباراة. أعطيت لبرشلونة 10 أيام للطعن في هذه العقوبة. لكن الإعادة التلفزيونية أيدت تأكيدات غوارديولا. وأنتهت المباراة 2–2.

#### 2010–11
شهد الموسم الثالث لغوارديولا تهمة رحيل اثنين من اللاعبين الذين وصلوا في الموسم الماضي، عاد ديميترو شيغرينسكي إلى شاختار دونيستيك وانتقل زلاتان أبراهيموفيتش إلى ميلان على سبيل الإعارة. وتم الإفراج عن عقود كل من تييري هنري ورفائييل ماركييز وانتقلوا على حد سواء إلى ريد بولز إلى دوري الأمريكي لكرة القدم، كما غادر يايا توريه الفريق وانتقل إلى فريق مانشستر سيتي في الدوري الأنجليزي الممتاز. وقّع النادي مع أدريانو من أشبيلية، ديفيد فيا من فالنسيا، وخافيير ماسكيرانو من نادي ليفربول، في 14 تموز 2010, وقّع غوارديولا عقدًا جديدًا للبقاء مع برشلونة حتى يونيو 2011.
في 21 آب، فاز برشلونة في مجموع المبارتين على أشبيلية 5–3 في العام 2010 في كأس السوبر الأسبانية، كانت الثانية للفريق له على التوالي. في 29 تشرين الثاني 2010, فاز برشلونة 5–0 على ريال مدريد، أعطي غوارديولا خمس أنتصارات متتالية في العديد من المباريات في الكلاسيكو. في 8 شباط 2011, قبل غوارديولا بعرض النادي لتمديد عقده لسنة واحدة، وتم توقيع عقد يمتد حتى يونيو 2012. يوم 16 فبراير في دوري أبطال أوروبا في مباراة الذهاب خسر برشلونة بالضربة القاضية أمام أرسنال 2–1 على أستاد الإمارات وفي مباراة الأياب فاز برشلونة على ارسنال 3–1, وبالتالي تأهل إلى دور الربع النهائي بمجموع المبارتين 4–3.
شهد مطلع أبريل تفوق برشلونة بفارق ثماني نقاط عن صاحب المركز الثاني ريال مدريد في الدوري المحلي بعد فوزه ضد فياريال، وأستفاد من فقدان المركز من ريال مدريد ضد سبورتينج خيخون في وقت سابق في اليوم نفسه، تمكن برشلونة من التأهل إلى دور نصف النهائي من دوري أبطال أوروبا للعام الرابع –آخر ثلاثة كانت تحت أشراف غوارديولا– بعد أن سحق برشلونة شاختار دونيستك 6–1 في مجموع المبارتين.
واصل برشلونة في الدوري الأسباني حربه للمرّة الثانية في الكلاسيكو في السانتياغو برنابيو، التي انتهت بالتعادل 1–1. وسجّل ليونيل ميسي ركلة جزاء لفريقه من ركلة جزاء بعد طرد راؤول البيول.وكرّر ريال مدريد في الدقيقة ال80 من المباراة ركلة جزاء أنجزها كريستيانو رونالدو.عانى غوارديولا أوّل هزيمة نهائية له خلال نهائ كأس كوبا ديل ري ضد ريال مدريد.سجّل كريستيانو رونالدو هدف المباراة الوحيد في الدقيقة ال103 من المباراة خلال الوقت الأضافي، أعطى النادي أوّل لقب منذ العام 2008, وكذلك أيضًا خوزيه مورينيو لقبه الأوّل لناديه الجديد. في دوري أبطال أوروبا، ومع ذلك، فاز برشلونة 2–0 على ريال مدريد في سانتياغو برنابيو في مباراة الذهاب في الدور القبل النهائي، وبعد التعادل 1–1 في ملعب الكامب نو، أصبح غوارديولا يتأهل إلى نهائي دوري أبطال أوروبا للمرة الثانية له كمدرب لبرشلونة.
في 11 مايو 2011, فاز برشلونة بلقب الدوري الأسباني والثالث على التوالي بعد تعادله مع ليفانتي 1–1 وفي 28 مايو، فاز برشلونة على مانشستر يونايتد 3–1 على ملعب ويمبلي في دوري أبطال أوروبا.

#### 2011–12
بدأ الموسم الرابع لغوارديولا بأتهامه في رحيل ثلاثة لاعبين الذين كانو جزءًا من الفريق لفترة طويلة.أنتقل جابرييل ميليتو بعودته إلى انديبندينتي، جيفرين سواريز تم بيعه إلى سبورتينج دي بورتيغال، وبيع بويان كركيتش إلى روما. تم التوقيع مع اثنين من اللاعبين الكبار، جاء اليكسس سانشيز من اودينيزي وسيسك فابريغاس، الذي كان في اللاماسيا وعاد من ارسنال. لأستكمال التشكيلات، جرى الترويج للاعبين اثنين من نظام الشباب: تياجوا الكانتراوأندرو فونتاس. بدأ الموسم بالفوز على ريال مدريد في كأس السوبر دي أسبانيا بنتيجة 5–4.
فاز برشلونة في هذا الموسم للمرة الثانية في 26 آب، في كأس السوبر الأوروبية متفوقًا على بورتو 2–0. بالفوز باللقب ضد بوروتو أصبح غوارديولا يحمل رقم قياسي في معظم الألقاب التي فاز بها كمدرب.فاز ب12 لقب في ثلاث سنوات فقط، شهد شهر تشرين الثاني من العام نفسه تسجيل غوارديولا للمباراة ال200 له مع الفريق الأوّل لبرشلونة. مسجلًا 144 أنتصارًا، وتعادل 39, 17 خسارة، مع 500 هدف له مقابل 143 ضد.
برشلونة أنهى سنة 2011 التقويمية بالفوز ببطولة كأس العالم للأندية على سانتوس 0–4, كان هذا اللقب ال13 لبيب جوارديولا فقط من 16 بطولة لعبت. في 9 يناير من العام 2012, اختير أفضل مدرب في العالم.في عيد ميلاده 41, قاد فريقه للفوز على غريمه التقليدي ريال مدريد 3–1 في الكلاسيكو، وضمان أنه لن يخسر أمام ريال مدريد في الوقت الأصلي كمدير.في 21 نيسان أعترف غوارديولا أن لقب الدوري الأسباني أنتقل إلى ريال مدريد المتصدر، بعد فوزه على برشلونة 2–1 مدد تقدمه في جدول الترتيب إلى سبع نقاط مع أربع مباريات متبقية.«علينا أن نهنئ ريال مدريد بفوزهم باللقب وأنهم قد فازوا أيضًا في هذه الليلة»، قال غوارديولا، بعد ما كانت أول خسارة لفريقه على أرضه طوال الموسم.
في 24 أبريل، تعادل 2–2 على أرضه امام تشيلسي في مباراة الإياب من دوري ابطال أوروبا في الدور القبل النهائي طرق برشلونة للخروج من المنافسة بنتيجة إجمالية 2–3. الذي ترك للفريق بشكل فعلي أن يلعب فقط ببطول الكوبا ديل ري.كان غوارديولا واجه أنتقادات بسبب تكتيكاته الأخيرة والتشكيلة التي اعتمد عليها.في 27 أبريل من العام 2012, أعلن غوارديولا أنه سيتنحى عن منصبه كمدرب لبرشلونة في نهاية موسم 2011–12. وتم التداول في تجديد العقد سنويًا خلال فترة توليه منصب المدير. أفاد أن التعب هو السبب الرئيسي لقراره، ورأى أنّ أربع سنوات مع ناد مثل برشلونة كانوا بمثابة الدهر.

#### الرحيل عن برشلونة
أعلن برشلونة أن خليفة غوارديولا سيكون تيتو فيلانوفا، الذي سيبدأ بقيادة دفة الفريق الأوّل في بداية موسم 2012–13. واصل غوارديولا قيادة برشلونة للفوز في ماتبقى من مباريات من الدوري الأسباني لهذا الموسم، بعد فوزه 3–0 في نهائي بطولة الكوبا ديل ري. أصبح بيب المدرب الأكثر نجاحًا في تاريخ برشلونة حيث بات في سجلّه 14 لقب في أربع مواسم.
بعد الفترة التي قضاها في برشلونة والتي شارفت على نهايتها، أستغرق غوارديولا عامًا للتفرغ لعطلته في نيويورك للراحة والأستجمام، يوم 7 يناير عام 2013, جاء غوارديولا في المركز الثالث لعام 2012 مدرب العالم لكرة القدم من السنة، وراء الفائز فيسنتي ديل بوسكي والوصيف خوسيه مورينيو. وفي مؤتمر صحفي عام 2012 في زيوريخ في حفل توزيع جائزة الكرة الذهبية، قال غوارديولا "لقد أتخذت قرار العودة إلى التدريب ولكن القرار كان ابعد من أي قرار لم يتخذ" وأستمر في القول "أنا ليس لدي فريق للذهاب اليه ولكنني أود أن أعود إلى التدريب وقال أيضًا أنه يشعر "بأنه سيظهر عدم الأحترام له بالحديث عن أي فريق لديه مدرب".

### بايرن ميونيخ

#### 2013–14
يوم 16 يناير عام 2013, تم الأعلان عن أن غوارديولا سيتولى منصب المدير الفني لنادي بايرن ميونيخ الألماني في البوندسليغا بعد موسم 2012–13, ليحل محل يوب هاينكس[ الذي من المقرر أن يتقاعد. قدم للصحافة كمدرب للبايرن ميونيخ يوم 24 يونيو عام 2013, وقد تحدث الأسباني الألمانية بشكل مثير للأعجاب امام الصحافة.كانت جلسة غوارديولا الأولى التدريبية في 26 يونيو. فاز بأوّل لقب مع بايرن ميونيخ في عام 2013 في كأس السوبر الأوروبي، حيث هزم خوسيه مورينيو، الذي كان قد عاد لتوه لتدريب تشيلسي. فاز البايرن بركلات الجزاء بعد ركلة تصدى لها نوير من قبل لوكاكاو

## الحياة الشخصية
ولد غوارديولا من دولوريس وفالنتي. لديه اثنين من الأخوة أكبر منه سنًا، شقيقه الأصغر بير، هو عميل لكرة القدم، هو غير ديني، التقى غوارديولا زوجته عندما كان عمره 18 عامًا. لديهم ثلاثة أطفال ماريا وماريوس وفالنتينا. وعقب توليه منصب مدير برشلونة، قال غوارديولا أنه سينتقل إلى الولايات المتحدة للعيش في مانهاتن ومدينة نيويورك لمدة سنة حتى تقرير مصيره ومستقبله، وفي إطار التحضير ليصبح مدير بايرن ميونيخ، غوارديولا أخذ دروس في اللغة الألمانية من أربع إلى خمس ساعات في اليوم والأستجابة كانت لافت في أوّل يوم له في المؤتمر الصحفي له هناك.

## الإحصائيات

### كلاعب
| النادي        | النادي             | النادي                  | الدوري | الدوري | الكأس               | الكأس               | قاريًا           | قاريًا           | المجموع | المجموع |
| الموسم        | النادي             | الدوري                  | لعب    | سجل    | لعب                 | سجل                 | لعب             | سجل             | لعب     | سجل     |
| إسبانيا       | إسبانيا            | إسبانيا                 | الدوري | الدوري | كأس ملك إسبانيا     | كأس ملك إسبانيا     | أوروبا          | أوروبا          | المجموع | المجموع |
| ------------- | ------------------ | ----------------------- | ------ | ------ | ------------------- | ------------------- | --------------- | --------------- | ------- | ------- |
| 1990–91       | برشلونة            | الدوري الإسباني         | 4      | 0      | 1                   | 0                   | 0               | 0               | 5       | 0       |
| 1991–92       | برشلونة            | الدوري الإسباني         | 26     | 0      | 3                   | 0                   | 11              | 0               | 40      | 0       |
| 1992–93       | برشلونة            | الدوري الإسباني         | 28     | 0      | 5                   | 1                   | 6               | 0               | 39      | 1       |
| 1993–94       | برشلونة            | الدوري الإسباني         | 34     | 0      | 5                   | 0                   | 9               | 0               | 48      | 0       |
| 1994–95       | برشلونة            | الدوري الإسباني         | 24     | 2      | 4                   | 0                   | 6               | 0               | 34      | 2       |
| 1995–96       | برشلونة            | الدوري الإسباني         | 32     | 1      | 7                   | 0                   | 7               | 1               | 46      | 2       |
| 1996–97       | برشلونة            | الدوري الإسباني         | 38     | 0      | 8                   | 0                   | 7               | 1               | 53      | 1       |
| 1997–98       | برشلونة            | الدوري الإسباني         | 6      | 0      | 3                   | 0                   | 5               | 0               | 14      | 0       |
| 1998–99       | برشلونة            | الدوري الإسباني         | 22     | 1      | 3                   | 0                   | 1               | 0               | 26      | 1       |
| 1999–2000     | برشلونة            | الدوري الإسباني         | 25     | 0      | 0                   | 0                   | 0               | 0               | 25      | 0       |
| 2000–01       | برشلونة            | الدوري الإسباني         | 24     | 2      | 4                   | 3                   | 8               | 0               | 36      | 5       |
| إيطاليا       | إيطاليا            | إيطاليا                 | الدوري | الدوري | كأس إيطاليا         | كأس إيطاليا         | أوروبا          | أوروبا          | المجموع | المجموع |
| 2001–02       | بريشيا             | الدوري الإيطالي         | 11     | 2      | 2                   | 0                   | –               | –               | 13      | 2       |
| 2002–03       | روما               | الدوري الإيطالي         | 4      | 0      | 3                   | 1                   | 1               | 0               | 8       | 1       |
| 2002–03       | بريشيا             | الدوري الإيطالي         | 13     | 1      | 3                   | 1                   | –               | –               | 16      | 2       |
| قطر           | قطر                | قطر                     | الدوري | الدوري | النادي الأهلي (قطر) | النادي الأهلي (قطر) | آسيا            | آسيا            | المجموع | المجموع |
| 2003–05       | الأهلي             | دوري نجوم قطر           | 18     | 2      | 9                   | 3                   | 9               | 2               | 36      | 7       |
| المكسيك       | المكسيك            | المكسيك                 | الدوري | الدوري | الكأس               | الكأس               | أمريكا الشمالية | أمريكا الشمالية | المجموع | المجموع |
| 2005–06       | دورادوس دي سينالوا | الدوري المكسيكي الممتاز | 10     | 1      | 6                   | 1                   | 4               | 0               | 20      | 2       |
| المجموع       | إسبانيا            | إسبانيا                 | 263    | 6      | 43                  | 4                   | 60              | 2               | 366     | 12      |
| المجموع       | إيطاليا            | إيطاليا                 | 28     | 3      | 8                   | 2                   | 1               | 0               | 37      | 5       |
| المجموع       | قطر                | قطر                     | 18     | 2      | 9                   | 3                   | 9               | 2               | 36      | 7       |
| المجموع       | المكسيك            | المكسيك                 | 10     | 1      | 6                   | 1                   | 4               | 0               | 20      | 2       |
| المجموع الكلي | المجموع الكلي      | المجموع الكلي           | 319    | 12     | 66                  | 10                  | 74              | 4               | 459     | 26      |

### الدولي
| منتخب إسبانيا لكرة القدم | منتخب إسبانيا لكرة القدم | منتخب إسبانيا لكرة القدم |
| السنة                    | لعب                      | سجل                      |
| ------------------------ | ------------------------ | ------------------------ |
| 1992                     | 2                        | 1                        |
| 1993                     | 5                        | 0                        |
| 1994                     | 7                        | 1                        |
| 1995                     | 0                        | 0                        |
| 1996                     | 5                        | 1                        |
| 1997                     | 4                        | 1                        |
| 1998                     | 0                        | 0                        |
| 1999                     | 9                        | 0                        |
| 2000                     | 8                        | 1                        |
| 2001                     | 7                        | 0                        |
| المجموع                  | 47                       | 5                        |

### الأهداف الدولية
| #  | التاريخ        | الملعب                                      | المنافس    | سجل | النتيجة | المنافسة                          |
| -- | -------------- | ------------------------------------------- | ---------- | --- | ------- | --------------------------------- |
| 1. | 16 ديسمبر 1992 | ملعب رامون سانشيز بيزخوان، إشبيلية، إسبانيا | لاتفيا     | 2–0 | 5–0     | تصفيات كأس العالم لكرة القدم 1994 |
| 2. | 27 يونيو 1994  | ملعب سولدر فيلد، شيكاغو، الولايات المتحدة   | بوليفيا    | 0–1 | 1–3     | تصفيات كأس العالم لكرة القدم 1994 |
| 3. | 14 ديسمبر 1996 | استاد ميستايا، بلنسية، إسبانيا              | يوغوسلافيا | 1–0 | 2–0     | تصفيات كأس العالم لكرة القدم 1998 |
| 4. | 12 فبراير 1997 | ملعب خوسيه ريكو بيريز، أليكانتي، إسبانيا    | مالطا      | 1–0 | 4–0     | تصفيات كأس العالم لكرة القدم 1998 |
| 5. | 3 يونيو 2000   | ملعب ألعاب القوى، غوتنبرغ، السويد           | السويد     | 0–1 | 1–1     | مباراة ودية                       |

### كمدرب
آخر تحديث 21 مايو 2016.
| النادي      | منذ           | لغاية         | السجل | السجل | السجل | السجل | السجل      | السجل  |
| النادي      | منذ           | لغاية         | لعب   | فاز   | تعادل | خسارة | نسبة الفوز | المرجع |
| ----------- | ------------- | ------------- | ----- | ----- | ----- | ----- | ---------- | ------ |
| برشلونة ب   | 21 يونيو 2007 | 30 يونيو 2008 | 42    | 28    | 9     | 5     | 066٫67     |        |
| برشلونة     | 1 يوليو 2008  | 30 يونيو 2012 | 247   | 179   | 47    | 21    | 072٫47     |        |
| بايرن ميونخ | 26 يونيو 2013 | 21 مايو 2016  | 161   | 121   | 21    | 19    | 075٫16     | [ 18 ] |
| المجموع     | المجموع       | المجموع       | 450   | 328   | 77    | 45    | 072٫89     |        |

### ملخص تفصيلي
Key
| - 1R = الدور الأول - 2R = الدور الثاني - 3R = الدور الثالث - 4R = الدور الرابع - 5R = الدور الخامس | - W = فاز باللقب - F = النهائي - RU = الوصيف - SF = نصف النهائي - QF = ربع النهائي | الفائز / المركز الأول الوصيف / المركز الثاني |

| البطولة     | البطولة | الدوري | الكأس  | كأس الدوري | كأس السوبر | دوري أبطال أوروبا | الدوري الأوروبي   | كأس السوبر الأوروبي | كأس العالم للأندية |
| النادي      | الموسم  | الدولة | الدولة | الدولة     | الدولة     | أوروبية (اليويفا) | أوروبية (اليويفا) | أوروبية (اليويفا)   | دولية (الفيفا)     |
| ----------- | ------- | ------ | ------ | ---------- | ---------- | ----------------- | ----------------- | ------------------- | ------------------ |
| برشلونة     | 2008–09 | 1st    | W      | —          | —          | W                 | —                 | —                   | —                  |
| برشلونة     | 2009–10 | 1st    | R16    | —          | W          | SF                | —                 | W                   | W                  |
| برشلونة     | 2010–11 | 1st    | RU     | —          | W          | W                 | —                 | —                   | —                  |
| برشلونة     | 2011–12 | 2nd    | W      | —          | W          | SF                | —                 | W                   | W                  |
| —           | 2012–13 | —      | —      | —          | —          | —                 | —                 | —                   | —                  |
| بايرن ميونخ | 2013–14 | 1st    | W      | —          | RU         | SF                | —                 | W                   | W                  |
| بايرن ميونخ | 2014–15 | 1st    | SF     | —          | RU         | SF                | —                 | —                   | —                  |
| بايرن ميونخ | 2015–16 | 1st    | W      | —          | RU         | SF                | —                 | —                   | —                  |

## الإنجازات

### كلاعب
- برشلونة
  - الدوري الإسباني (6): (90-91، 91-92، 92-93، 93-94، 97-98، 98-99)
  - كأس ملك إسبانيا (2): (1996–97، 1997–98)
  - كأس السوبر الإسباني (4): (1991، 1992، 1994، 1996)
  - دوري أبطال أوروبا (1): (1992)
  - كأس الأندية الأوروبية البطلة (1): 1991–92
  - كأس الاتحاد الأوروبي للأندية أبطال الكؤوس (1): 1996–97
  - كأس السوبر الأوروبي (2): 1992، 1997
- منتخب إسبانيا
  - الميدالية الذهبية الأولمبية : 1992
- الفردية
  - جائزة برافو: 1992
  - كأس الأمم الأوروبية - فريق البطولة: 1992، 2000
  - الألعاب الأولمبية الصيفية: 1992

### كمدرب
برشلونة ب
- الدرجة الثانية: 2008

برشلونة
- الدوري الإسباني (3): 2008-09، 2009-10 2010-11
- كأس ملك إسبانيا (2): 2009، 2012
- كأس السوبر الإسباني (3): 2009، 2010، 2011
- دوري أبطال أوروبا (2): 2008–09، 2010–11
- كأس السوبر الأوروبي (2): 2009، 2011
- كأس العالم للأندية (2): 2009، 2011

بايرن ميونخ
- الدوري الألماني (3): 2013-14، 2014-15، 2015-16
- كأس ألمانيا (2): 2014، 2016
- كأس السوبر الأوروبي (1): 2013
- كأس العالم للأندية (1): 2013

مانشستر سيتي
- كأس الرابطة الانجليزية (4): 2017–18، 2018–19، 2019–20، 2020-21
- الدوري الانجليزي الممتاز (5): 2017–18، 2018–19، 2020–21، 2021–22، 2022–23
- كأس الاتحاد الإنجليزي (2): 2018–19، 2022–23
- درع الاتحاد الإنجليزي (2): 2018، 2019
- دوري أبطال أوروبا (1): 2022–23
- كأس السوبر الأوروبي (1): 2023
- كأس العالم للأندية (1) :2023

الفردية
- أفضل مدرب في العالم (2): 2009، 2011
- أفضل مدرب في أسبانيا (2): 2009، 2010
- أفضل مدرب أوروبي (2): 2009، 2010–11، 2011–12
- جائزة ميغيل مونيوز (2): 2008–09، 2009–10
- أفضل مدرب في العام (2): 2009، 2011
- جائزة اليويفا لأفضل فريق (2): 2009، 2010
- مدرب هذا العام (1): 2009
- جائزة أفضل مدرب في الدوري الإنجليزي الممتاز (3): 2017-18, 2018-19, 2020-21

## وصلات خارجية
- بيب غوارديولا على موقع IMDb (الإنجليزية)
- بيب غوارديولا على موقع الموسوعة البريطانية (الإنجليزية)
- بيب غوارديولا على موقع ألو سيني (الفرنسية)
- بيب غوارديولا على موقع ديسكوغز (الإنجليزية)
- بيب غوارديولا على موقع قاعدة بيانات الفيلم (الإنجليزية)
- بيب غوارديولا على موقع الاتحاد الدولي (مؤرشف)  (الإنجليزية)
- بيب غوارديولا على موقع الاتحاد الأوربي (الإنجليزية)
- بيب غوارديولا على موقع قاعدة بيانات كرة القدم.إي يو (الإنجليزية)
- بيب غوارديولا على موقع ليكيب (الفرنسية)
- بيب غوارديولا على موقع ناشيونال فوتبول تيمز (الإنجليزية)
- بيب غوارديولا على موقع Soccerbase.com (مدرب) (الإنجليزية)
- بيب غوارديولا على موقع عالم كرة القدم.نت (الإنجليزية)
- بيب غوارديولا على موقع اللجنة الأولمبية الدولية (الإنجليزية)
- بيب غوارديولا على موقع أوليمبيديا (الإنجليزية)